# 20291 Raumurthy
20291 Raumurthy è un asteroide della fascia principale. Scoperto nel 1998, presenta un'orbita caratterizzata da un semiasse maggiore pari a 2,3997698 UA e da un'eccentricità di 0,1527000, inclinata di 3,31077° rispetto all'eclittica.